# مايك ديفيز (دي جيه)
مايك ديفيز (بالإنجليزية: Mike Davies)‏ هو دي جيه بريطاني، ولد في 8 أغسطس 1978.